# Electrocardiografía ambulatoria

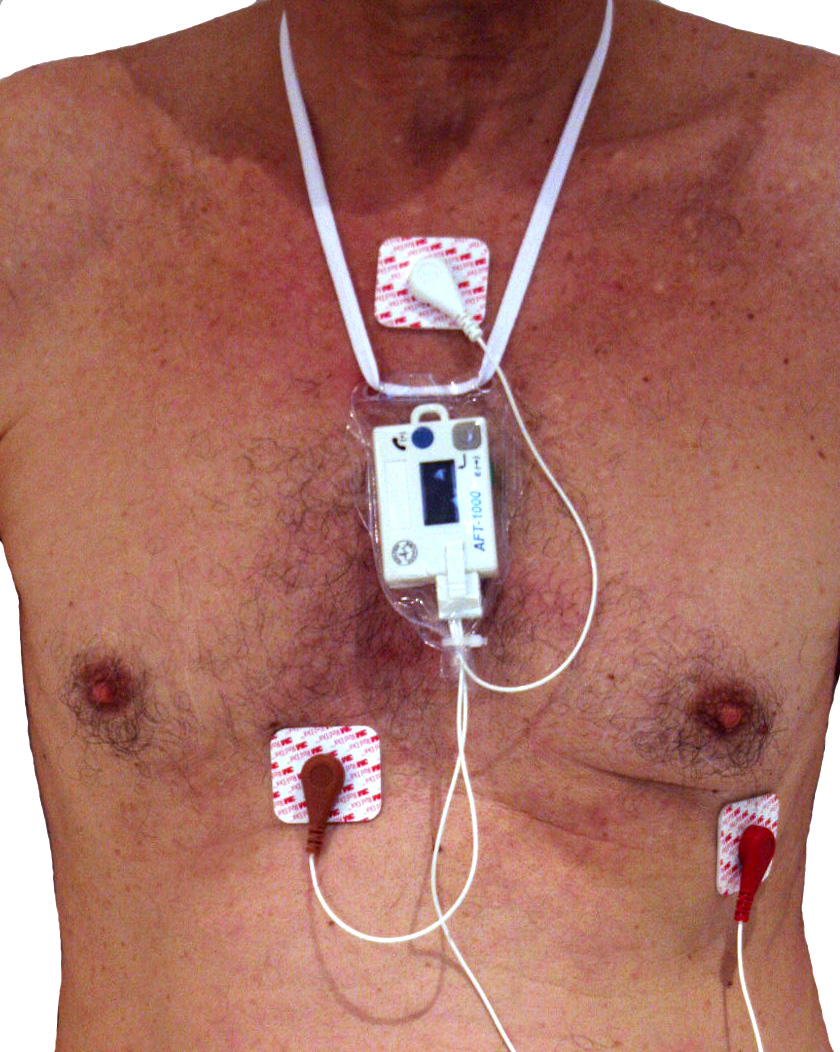
Monitor Holter de 3 electrodos

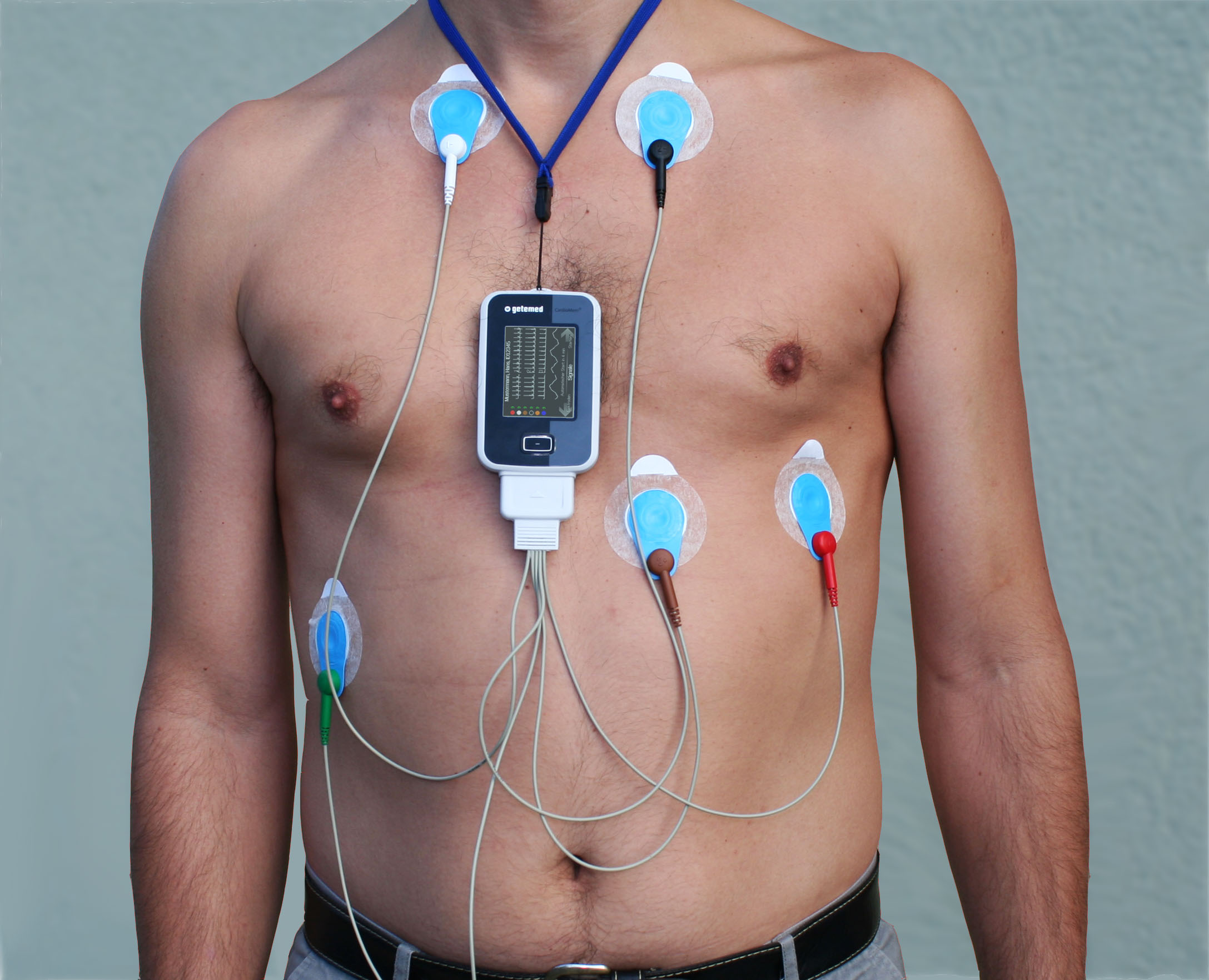
Monitor Holter de 5 electrodos

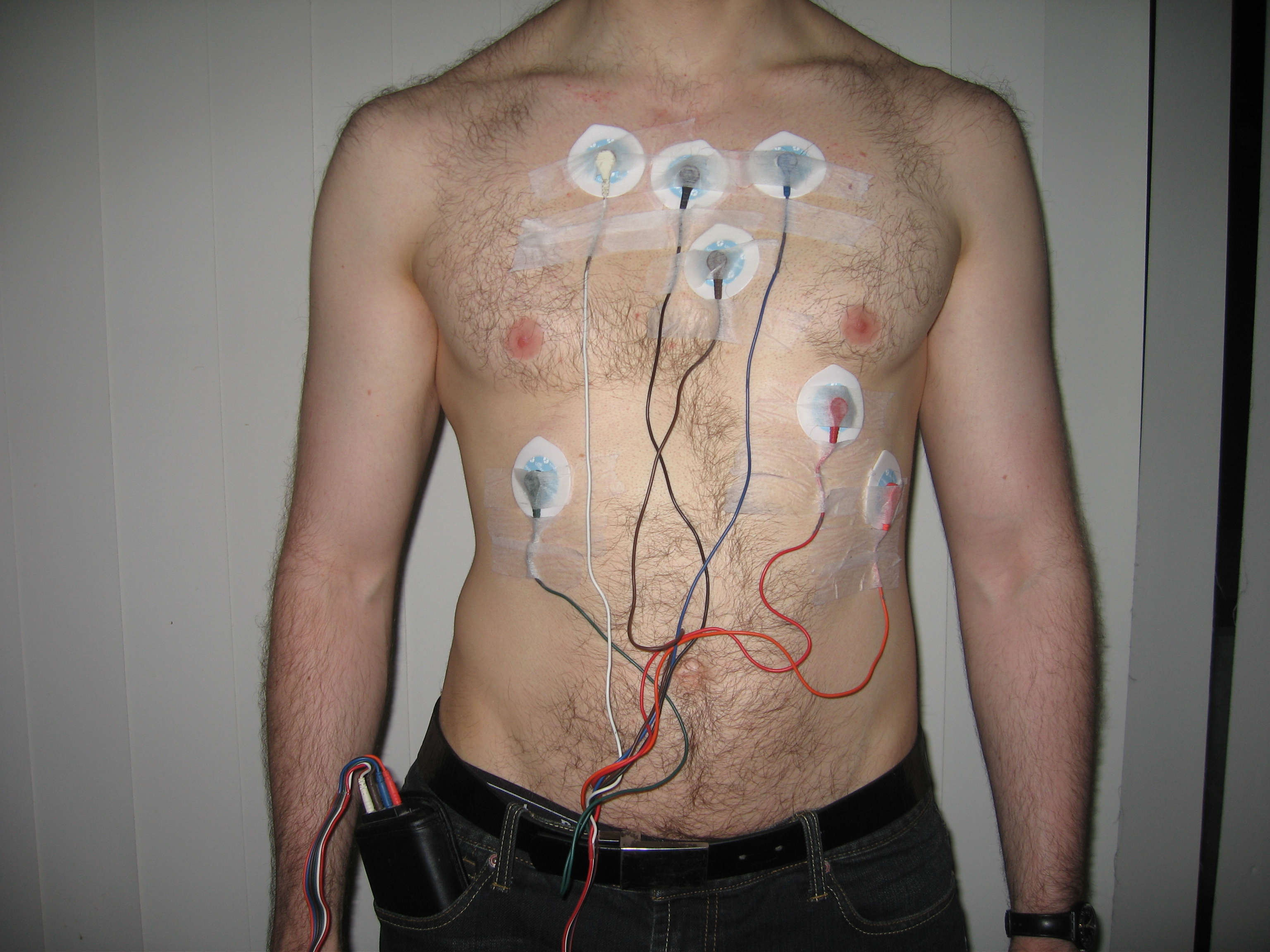
Monitor Holter de 7 electrodos

La electrocardiografía ambulatoria (también, Holter de electrocardiografía o sencillamente holter) es una prueba de diagnóstico cardiológico que consiste en la monitorización ambulatoria del registro electrocardiográfico por un tiempo prolongado, habitualmente veinticuatro horas, en una persona que está en movimiento. Se nombra así por el biofísico Norman Holter que estableció las bases de la monitorización cardíaca en 1949.

## Realización del examen

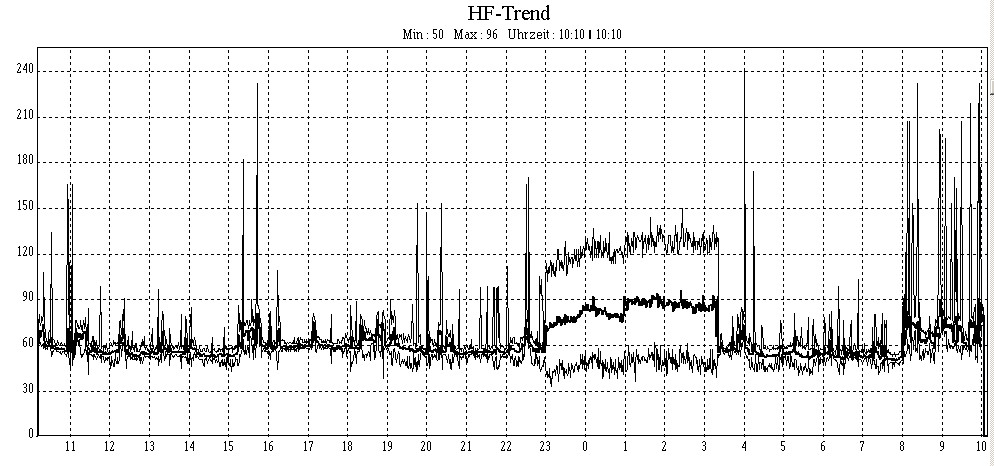
Registro realizado en una prueba Holter

Inicialmente, se colocan en el tórax unos electrodos, una especie de pequeños parches conductores, y se conectan a un monitor de registro, el cual funciona mediante energía obtenida de algún tipo de batería. El aparato se puede llevar en un bolsillo o en algún portador que no altere su funcionamiento, por ejemplo una bolsa, y ésta puede colgarse al cuello o llevarse en la cintura.
Mientras se está utilizando, el monitor irá registrando la actividad eléctrica cardíaca y la persona debe llevar una anotación diaria de las actividades que realiza durante el período de toma del examen. Pasadas veinticuatro horas desde el inicio del examen, la persona tiene que devolver el monitor al consultorio, laboratorio u hospital. El médico tratante observará los registros y verá si ha habido algún ritmo cardíaco irregular.
Es de mucha importancia que la persona registre en forma exacta los síntomas y actividades que realizó, de forma que el médico pueda relacionar estos con los hallazgos que dé el monitor Holter.[cita requerida]

## Molestias
Este examen es indoloro, aunque es posible que algunos pacientes tengan que rasurarse el vello de la zona torácica para que los electrodos se puedan adherir adecuadamente.[cita requerida]
El monitor de registro se debe mantener cercano al cuerpo, lo cual puede provocar dificultades durante el sueño. La persona tiene que continuar con sus actividades habituales mientras esté usando el monitor de registro. Al cabo de veinticuatro horas, las cintas adhesivas o cualquier método de sujeción de los electrodos pueden producir irritaciones en la piel de los pacientes.[cita requerida]

## Usos
Se utiliza fundamentalmente en el estudio de las arritmias, bradicardias, de la enfermedad coronaria y de extrasístole. Para efectuar esta prueba, básicamente se necesitan electrodos, una grabadora y un electrocardioanalizador. Los parámetros que registra son:
- análisis del ritmo cardíaco
- análisis del segmento ST
- recuento y clasificación de cardiopatías

También se utiliza en casos en que el médico ha realizado varios procesos y no ha podido obtener respuesta alguna por parte del paciente.